# Samuel de Constant Rebecque

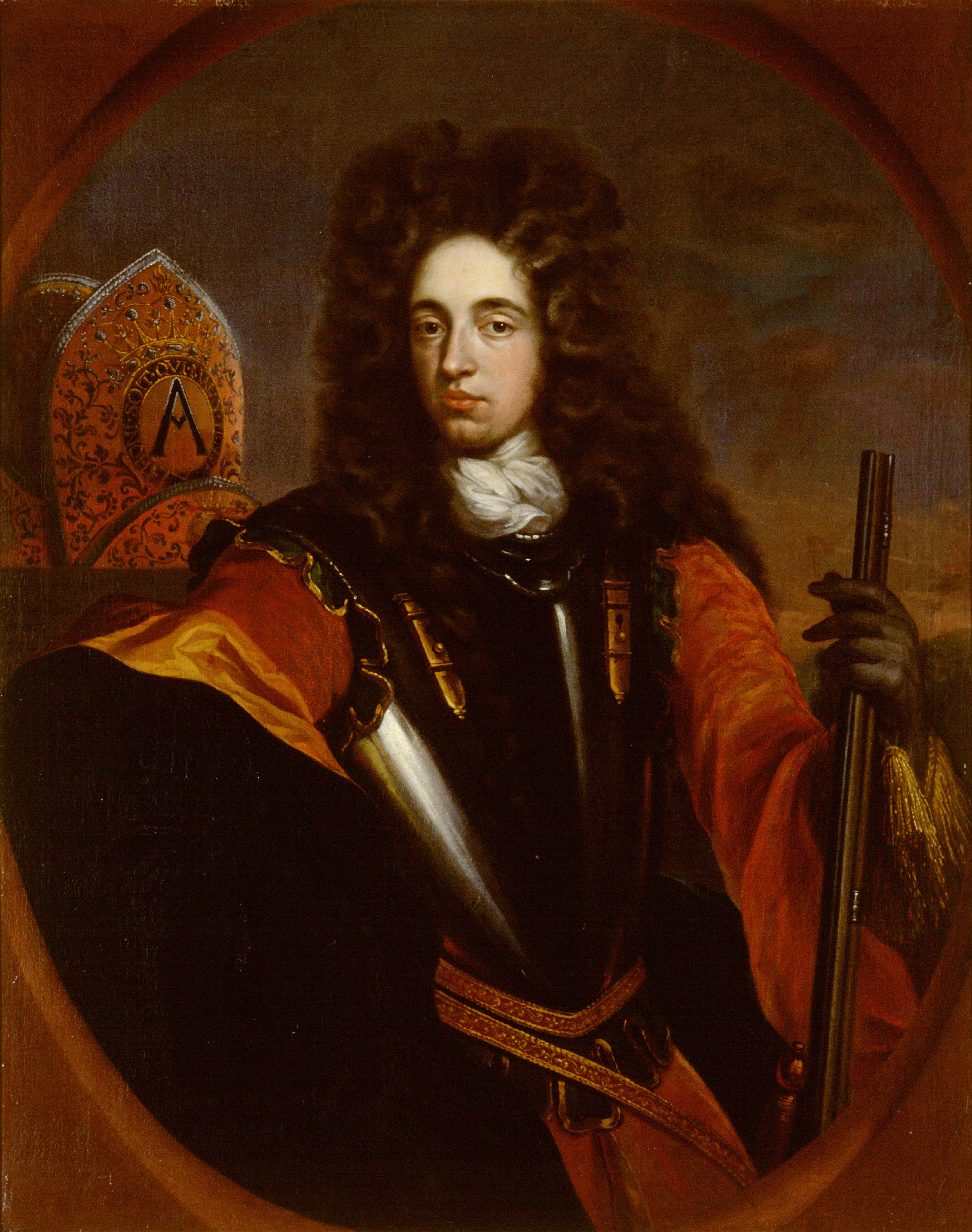
Samuel de Constant Rebecque

Samuel (de) Constant (de) Rebecque (Lausanne, 26 november 1676 – aldaar, 6 januari 1756) was een Zwitserse edelman en militair in Staatse dienst. 

## Levensloop
Hij behoorde tot de familie de Constant Rebecque die oorspronkelijk afkomstig was van Rebecques in Frans-Vlaanderen voordat deze naar Zwitserland vluchtte tijdens de Franse godsdienstoorlogen. 
Constant de Rebecque studeerde Calvinistische theologie in Lausanne, Zürich en Genève. Vanaf 1699 was hij officier in dienst van de Republiek der Zeven Verenigde Nederlanden, waar hij een Zwitsers regiment uitbouwde. Tijdens de Spaanse Successieoorlog, in de slag bij Ramillies (1706) kon hij John Churchill, hertog van Marlborough en geallieerd bevelhebber, redden van een dodelijke aanval. In 1712 werd hij majoor. Hij huwde in 1721 met Rose-Susanne de Saussure uit Lausanne. In 1727 werd hij kolonel, in 1742 generaal-majoor en ten slotte luitenant-generaal in 1747. Constant de Rebecque kocht in Zwitserland landgoederen en adellijke titels. In 1725 werd hij zo heer van Hermenches en baron van Rebecque; in 1753 werd hij heer van Villars-Mendraz.  
Verder was de Constant de Rebecque gouverneur van Sluis (1746-1748) en gouverneur van 's-Hertogenbosch (1748-1756). 
Zijn zoon, David-Louis Constant de Rebecque, werd zijn ordonnansofficier en volgde hem op in een militaire carrière in Staatse dienst. Rosalie de Constant was zijn kleindochter.